# Aspån, Medelpad
Aspån är ett vattendrag i Sundsvalls och Timrå kommuner i Västernorrlands län (Medelpad). Den är cirka 10 kilometer lång.
Aspån är ett biflöde till Ljustorpsån i Indalsälvens flodområde. Den rinner upp i Stora Myckelsjön (178 meter över havet) i Sundsvalls kommun och faller mycket brant ner mot Ljustorpsån, där den mynnar nära Lögdö bruk i Ljustorpsån, cirka fem kilometer nordost om Timrå centrum. Den rinner på sitt korta lopp igenom Lill-Myckelsjön, sjöarna Aspen och Sälgen samt Lögdödammen. Den var under Lögdö järnbruks tid uppdämd i de uppräknade sjöarna. 
Ån står även i förbindelse med sjöarna Stor-Stenbiten och Lill-Stenbiten samt Vågsjön och Kroksjön via sitt biflöde Stenbitsbäcken. Sjöarna var fordom uppdämda även de. Numera är det bara Lögdödammen som har en fungerande dammbyggnad med en dämmhöjd på cirka fyra meter. För eventuell återuppvandring av vandringsfisk har Timrå kommun på slutet av 1990-talet byggt en fisktrappa av modern utformning i anslutning till Lögdödammen. Aspån drev fordom hammarna till Lögdö bruk. Den har även drivit en större kvarn in på 1900-talet.